# Вгадай мелодію
«Вгадай мелодію» — російська телепередача на «Першому каналі». Ведучий Валдіс Пельш перевіряє «музичну грамотність» учасників гри та оцінює її за курсом Центробанку Росії. З трьох гравців лише одному вдається взяти участь у супергрі, де він має за 30 секунд відгадати сім мелодій. У студії грає живий оркестр.
Виробництвом програми «Вгадай мелодію» займається група компаній «Червоний квадрат» (з 2013 року), раніше програма проводилася телекомпанією «BID».

## Історія
Телегра є останнім проєктом, втіленим телеведучим та журналістом Владиславом Лістьєвим.
Наприкінці 1994 року Владислав Лістьєв разом зі своїм колегою і другом Юрієм Ніколаєвим стали розробляти ідею нової музичної передачі на майбутньому телеканалі ОРТ. Першим кандидатом на роль ведучого цієї програми став вокаліст групи «Браво» Валерій Сюткін, але той відмовився. Потім відмовився Олексій Кортнєв, вважаючи, що це приведе до розпаду музичного колективу. За рекомендацією Сюткіна Владислав Лістьєв відвідав концерт групи «Нещасний випадок» і помітив там одного з її учасників, Валдіса Пельша. Лістьєв запросив Пельша до телекомпанії BID і пояснив йому свою концепцію передачі, засновану на американському форматі «Name That Tune», яка була схвалена останнім. Далі Лістьєв підключив до роботи режисера Аллу Плоткіну та керівника Національного академічного концертного оркестру Республіки Білорусь Михайла Фінберга.
Перші зйомки телегри відбулися в березні 1995 року, через два тижні після вбивства Владислава Лістьєва. Спочатку Валдіс Пельш не справлявся з роботою ведучого в кадрі (так, перші два пілотних випуски не сподобалися керівникам програми і згодом були стерті), але незабаром почав освоюватися. Даний знімальний цикл проводився протягом 40 днів поспіль. За цей час зняли 143 випуски — це є одним з унікальних випадків в історії не тільки самої програми, але і російського телебачення в цілому. За контрактом з телекомпанією BID Пельш не мав права з'являтися в інших проєктах ОРТ.
Передача виходила з 3 квітня 1995 по 1 липня 1999 року на ОРТ і з 27 жовтня 2003 по 1 липня 2005 року на «Першому каналі». В обох випадках вихід програми припинявся з різних причин. По-перше, і в 1999, і в 2005 роках було відзначено істотне зниження рейтингів програми. Це могла статись, на думку Валдіса Пельша, через її одноманітність. Інша причина полягає в тому, що фірма-власник Sandy Frank Entertainment стала вимагати від телекомпанії BID велику суму грошей — вони вважали, що телекомпанія придбала саме ідею їх передачі, а не ліцензію на неї. BID відмовився платити потрібну суму через те, що в Росії в 1998 році сталася економічна криза.
З 20 листопада 1999 по 12 серпня 2000 року в ефірі з перервами виходила схожа телепрограма «Вгадай і компанія» (Вгадайка) з трохи зміненим форматом. У підсумку дану передачу було вирішено закрити через низькі рейтинги, оскільки кардинально нову концепцію програми глядачі просто не сприймали.
З 12 липня по 28 грудня 2008 року на «Першому каналі» виходив схожий за форматом проєкт «Можеш? Заспівай!», де завданням було продовжити слова популярної пісні. Незважаючи на статті в пресі, де вказувалося на схожість нового шоу «Вгадай мелодію», а ведучого Дмитра Шепелєва журналісти експресії в кадрі порівнювали з Валдісом Пельшем, а почуття гумору — з Іваном Ургантом, шоу не змогло повторити успіх «Вгадай мелодію» — програма стартувала з рейтингом 3.2 і часткою 14.6, зайнявши лише 56-те місце у сотні найпопулярніших програм за період з 7 по 13 липня 2008 року.
З 2 по 11 січня 2013 року, після тривалої перерви в трансляції, вийшли нові святкові новорічні випуски програми «Вгадай мелодію». Після цього на адресу керівництва «Першого каналу» надходили численні прохання залишити програму для постійного показу, про що свідчили коментарі на сайті
і форумі каналу. 8 січня того ж року керівництво «Першого каналу» повідомило, що програма скоро повернеться в ефір на постійній основі, також пообіцявши, що її трансляція буде здійснюватися у вихідні дні. 8 березня 2013 року вийшов черговий святковий випуск, а з 30 березня програма стала виходити щотижня на постійній основі. З цього ж часу права на розповсюдження формату «Name That Tune» за кордоном перейшли до британської компанії FremantleMedia.
Починаючи з 2014 року програма виходить з перервами протягом першої половини року, з січня по червень. З цього ж часу в телегрі стали брати участь лише актори, діячі культури і шоу-бізнесу та особи, так чи інакше афілійовані з телеканалом. Після ювілейного сезону і новорічних випусків програма не виходить в ефір на постійній основі. При цьому з 6 липня по 3 серпня 2013 року вийшли три випуски за участі звичайних людей.
Оскільки компанія-дистриб'ютор не бере активної участі у зйомках програми «Вгадай мелодію», є ряд ознак, що відрізняють передачу від оригіналу. Серед них можна відзначити студійне і графічне оформлення передачі, а також стиль ведення гри Пельшем: прирівнювання курсу рубля до одиниці випадкової валюти (у першій версії і новорічних спецвипусках третьої версії) і періодичне звернення до глядачів у приховану камеру, якщо гравці не вгадують мелодію.

### Перший тур
Беруть участь три гравці. Пропонується чотири категорії музики за чотири мелодії у кожній (чотири «ноти»). Вартість «нот» різна — від 15 до 100 рублів у «Вгадай мелодію» та «Вгадай мелодію-3» та від 500 до 1500 рублів у «Вгадай мелодію-2». Після вибору ноти звучить мелодія без слів. Учаснику потрібно першим згадати, що це за мелодія, натиснути на кнопку і відповісти. При правильній відповіді вартість «ноти» зараховується на табло учасника, який має право вибирати вже наступну категорію. Якщо гравець помилився, його «штрафують» — дві мелодії він пропускає і знаходиться поза грою.
Мелодії не можуть звучати нескінченно, рано чи пізно музика перестає грати, і у цьому випадку «нота» залишається нерозігранною. Не всі категорії і ноти можуть розігруватися в першому турі, після його закінчення учасники не вибувають.

### Другий тур
Правила у другому турі схожі з правилами першого, але тепер у категоріях немає «нот». При виборі однієї з чотирьох категорії відразу починає звучати музика, і поки вона грає, відповідно, збільшується і вартість мелодії. Починається з 50 рублів у «Вгадай мелодію» та «Вгадай мелодію-3» і 1500 р. у «Вгадай мелодію-2», за одну секунду зростає приблизно на 10 і на 3 рублі відповідно. У кожній категорії чотири мелодії і своя вартість.
Якщо ніхто не вгадує мелодію, вона залишається нерозіграною, але приз, зазвичай, істотно зростає. В кінці другого туру гру залишає той учасник, у якого найменше зароблених грошей.

### Третій тур
Третій тур суттєво відрізняється від попередніх. Ведучий дає двом іншим гравцям підказку для мелодії — про що ця пісня. Після цього починаються імпровізовані «торги» — гравці говорять один одному, з якої кількості нот вони зможуть вгадати цю мелодію («Я вгадаю цю мелодію з семи нот…», «А я — з шести…» і так далі). Можна назвати будь-яке число нот від 7 до 3. «Торги» починає той, у кого більше грошей на рахунку. Далі ситуація розвивається, як на аукціоні: до найменшого числа нот. Учасник в будь-який момент може припинити «торги» і віддати право вгадувати мелодію супернику («Угадуй!»). Торги припиняються автоматично, якщо хтось сказав, що вгадає мелодію з трьох нот. На роялі, що знаходиться в студії, програють кількість нот, на яких зупинилися торги. Після цього гравцю необхідно вгадати. Якщо він відповідає правильно — отримує один бал. Якщо ні — бал отримує його суперник. Гра триває до тих пір, поки хто-небудь не набере три очки. Набравши три очки учасник виходить до супергри, інший учасник покидає гру.

### Супергра
Всі гроші, зароблені на попередньому етапі гри (у «Вгадай мелодію-2» — сума зароблених грошей всіх гравців), у будь-якому випадку залишаються у гравця. Учасник повинен відгадати сім мелодій за 30 секунд. Якщо він сумнівається на одній з мелодій, то може пропустити її і повернутися до неї пізніше. Помилятися не можна. Учасник програє, якщо:
- Помиляється, вгадуючи мелодію;
- Закінчуються 30 секунд.

Якщо учасник вгадав всі мелодії, він вважається абсолютним переможцем і його приз збільшується. Сума, на яку зростає приз — 500 рублів у «Вгадай мелодію» та «Вгадай мелодію-3» та 10 000 рублів у «Вгадай мелодію-2».
В кінці кожної гри «Вгадай мелодію» гравець йде зі студії через подіум, а Пельш розчиняється у натовпі оркестру. Звучить музика програми. Із «Вгадай мелодію-2» ведучий йде через подіум разом із гравцем.
В кінці кожної гри «Вгадай мелодію-2» сьому мелодію супергри (навіть якщо гравець не дійшов до неї) виконує естрадний співак, співачка або група.

## Рекорди

### Абсолютний мінімум (до 100 рублів)
- 97 рублів — Світлана Нікулова (23 серпня 1995 року)
- 75 рублів — Лариса Рубальська (12 вересня 1995 року)
- 40 рублів — Олександр Домогаров (25 жовтня 1995 року)
- 95 рублів — Тетяна Савіна (31 жовтня 1995 року)
- 84 рубля — Алла Хащук (26 лютого 1996 року)

### Великі виграші (від 30 000 рублів)
- 32 025 рублів — Дмитро Голубєв (21 листопада 2003 року)
- 30 819 рублів — Ганна Миронова (5 грудня 2003 року)
- 30 246 рублів — Марина Мельникова (17 грудня 2003 року)
- 31 715 рублів — Тетяна Арно (Дана Борисова)1 (30 грудня 2003 року)
- 30 572 рубля — Оксана Ходіна (19 січня 2004 року)
- 30 894 рубля — Валерій Єрмаков (8 лютого 2004 року)
- 30 250 рублів — Олександр Лойе (30 травня 2004 року)
- 31 224 рубля — Аліка Смєхова (17 вересня 2004 року)
- 30 489 рублів — Марія Одинцова (17 листопада 2004 року)
- 31 308 рублів — Надія Бизова (23 листопада 2004 року)
- 32 032 рубля — Анатолій Терещенко (24 листопада 2004 року)
- 30 016 рублів — Михайло Ширвіндт (28 грудня 2004 року)
- 32 266 рублів — Лаура Шарова (18 січня 2005 року)
- 32 731 рубль — Тетяна Мартиросян (14 лютого 2005 року)
- 31 497 рублів — Олег Зудін (2 березня 2005 року)
- 31 569 рублів — Марат Башаров (9 березня 2005 року)
- 30 539 рублів — Дмитро Слепичев (7 квітня 2005 року)
- 30 008 рублів — Ірина Комісарова (27 червня 2005 року)
- 1 — Дана Борисова, програла в третьому турі, що з'являється у фіналі.

### Абсолютний рекорд (від 33 000 рублів)
- 33 229 рублів — Олена Панова (3 листопада 2003 року)
- 33 581 рубль — Олена Видяева (25 січня 2005 року)
- 84 800 рублів — Юрій Феклістов (6 липня 2013 року)[28]
- 321 000 рублів — Дмитро Шепелєв (3 січня 2013 року)[29]

## Категорії
Категорії в грі бувають іменні (тобто пісні одного виконавця або композитора), тематичні (пісні про яке-небудь явище, предмет, почутті, людях), жанрові категорії пісень з якогось певного часу (70-і, 80-і, 90-і і так далі). У деяких категорій може бути кілька варіантів, тому ведучий завжди уточнює, про що пісні у кожній категорії.

### Список музичних категорій
- «О, Алла!» — пісні Алли Пугачової;
- «Чудова Лайма» — пісні Лайми Вайкуле;
- «Капітан Немо» — пісні В'ячеслава Бутусова і групи «Наутілус Помпіліус»;
- "Філіп Кіркоров («Філіппоманія») — пісні Філіпа Кіркорова;
- «Зона Любе» («Атас») — пісні групи «Любе»;
- «Браво» — пісні групи «Браво» всіх періодів;
- «Дівчинка з плеєром» — пісні Земфіри Рамазанової;
- «Кохання — чарівна країна» (Ще раз про кохання) — пісні про кохання;
- «Я на сонечку лежу…» — пісні про відпочинок;
- «Міленіум хіт» — хіти, що вийшли в світ не раніше 2000 року. Ця категорія існувала в 2003—2005 рр.
- «Перший канал» — музичні заставки передач Першого каналу.

## Пародії
- На початку випуску КВК 1995 Музичний фестиваль, показаного восени 1995 року, була показана пародія на передачу під назвою «Вгадай депутатів».
- Програма була спародирована в передачах «О. С. П.-студія» і «Раз на тиждень» під назвами «Вгадай пародію»[30] та «Вгадай що-небудь»[31] відповідно.
- На Сочинському фестивалі команд КВН команда «Нові вірмени» показали пародію на африканську «Вгадай мелодію».
- Інша пародія на передачу була показана в передачі «Джентльмен-шоу» та отримала назву «Вгадай їжу».
- 10 березня 2013 року програма була спародована в передачі «Велика різниця ТБ»[32].

## Нагороди
- В 1997 році програма отримала премію ТЕФІ в номінації «Ведучий розважальної програми» (Валдіс Пельш).

## Версії гри «Вгадай мелодію» в інших країнах
«Name That Tune» (США, оригінал, 1952—1985);
«Hast du Tone» (Німеччина);
«Jaka to melodia?» (Польща);
«Яка то мелодія?» (Україна).